# Carlo d'Assia-Philippsthal-Barchfeld
Carlo Augusto Filippo Ludovico d'Assia-Philippsthal-Barchfeld (Barchfeld, 27 giugno 1784 – Philippsthal, 17 luglio 1854) fu langravio d'Assia-Philippsthal-Barchfeld dal 1803 al 1854.

## Biografia
Carlo era figlio di Adolfo d'Assia-Philippsthal-Barchfeld e di sua moglie, Luisa di Sassonia-Meiningen, figlia del duca Antonio Ulrico di Sassonia-Meiningen. Nel 1803, succedette al padre come langravio d'Assia-Philippsthal-Barchfeld, agli albori degli scontri delle Guerre napoleoniche. Per il corso degli eventi, decise di entrare a far parte dell'esercito prussiano e nel 1806 i suoi domini subirono l'invasione da parte della Francia napoleonica che annetté il piccolo stato al neonato Regno di Vestfalia. Passò quindi all'esercito russo col quale combatté, tra le altre, la Battaglia di Borodino. Nel 1813 venne restaurato nei suoi domini.
Si ritirò dal servizio attivo solo nel 1836 col grado di Tenente Generale. Carlo visse gli ultimi suoi anni nel castello di Augustenau presso Herleshausen.

## Matrimonio e figli
Carlo sposò il 19 luglio 1816 a Öhringen la principessa Augusta (1793–1821), figlia di Federico Luigi di Hohenlohe-Ingelfingen, con la quale ebbe due figlie:
- Berta (1818–1888), sposò nel 1839 il principe Luigi Guglielmo di Bentheim e Steinfurt (1812–1890)
- Emilia (1821–1836)

Alla morte della prima moglie, Carlo si risposò il 10 settembre 1823 a Steinfurt con Sofia (1794–1873), figlia del principe Luigi di Bentheim e Steinfurt, con la quale ebbe i seguenti figli:
- Vittorio (1824–1846)
- Alessandro (1826–1841)
- Alessio (1829–1905), langravio d'Assia-Philippsthal-Barchfeld, sposò nel 1854 la principessa Luisa di Prussia (1829–1901)
- Guglielmo (1831–1890), sposò nel 1857 morganaticamente la principessa Maria von Hanau (1839–1917), nel 1873 la principessa Giuliana di Bentheim e Steinfurt (1842–1878), nel 1879 la principessa Adelaide di Bentheim e Steinfurt (1840–1880) e nel 1884 la principessa Augusta di Schleswig-Holstein-Sonderburg-Glücksburg (1844–1932)

## Ascendenza
|                                                            |                                      |                                                   | Genitori                                                         |  |  | Nonni |  |  | Bisnonni                        |  |  | Trisnonni                       |  |
|                                                            |                                      |                                                   |                                                                  |  |  |       |  |  | 8. Filippo d'Assia-Philippsthal |  |  | 16. Guglielmo VI d'Assia-Kassel |  |
|                                                            |                                      |                                                   |                                                                  |  |  |       |  |  | 8. Filippo d'Assia-Philippsthal |  |  | 16. Guglielmo VI d'Assia-Kassel |  |
|                                                            |                                      | 17. Edvige Sofia di Brandeburgo                   |                                                                  |  |  |       |  |  | 8. Filippo d'Assia-Philippsthal |  |  |                                 |  |
| 4. Guglielmo d'Assia-Philippsthal-Barchfeld                |                                      |                                                   |                                                                  |  |  |       |  |  | 8. Filippo d'Assia-Philippsthal |  |  |                                 |  |
|                                                            |                                      | 9. Caterina Amalia di Solms-Laubach               | 18. Carlo Ottone di Solms-Laubach                                |  |  |       |  |  |                                 |  |  |                                 |  |
|                                                            |                                      | 9. Caterina Amalia di Solms-Laubach               | 18. Carlo Ottone di Solms-Laubach                                |  |  |       |  |  |                                 |  |  |                                 |  |
|                                                            |                                      | 9. Caterina Amalia di Solms-Laubach               | 19. Amoena Elisabetta di Bentheim-Tecklenburg                    |  |  |       |  |  |                                 |  |  |                                 |  |
| 2. Adolfo d'Assia-Philippsthal-Barchfeld                   |                                      | 9. Caterina Amalia di Solms-Laubach               |                                                                  |  |  |       |  |  |                                 |  |  |                                 |  |
|                                                            |                                      | 10. Lebrecht di Anhalt-Zeitz-Hoym                 | 20. Vittorio Amedeo di Anhalt-Bernburg                           |  |  |       |  |  |                                 |  |  |                                 |  |
|                                                            |                                      | 10. Lebrecht di Anhalt-Zeitz-Hoym                 | 20. Vittorio Amedeo di Anhalt-Bernburg                           |  |  |       |  |  |                                 |  |  |                                 |  |
|                                                            |                                      | 10. Lebrecht di Anhalt-Zeitz-Hoym                 | 21. Elisabetta del Palatinato-Zweibrücken-Veldenz                |  |  |       |  |  |                                 |  |  |                                 |  |
| 5. Carlotta Guglielmina di Anhalt-Bernburg-Schaumburg-Hoym |                                      | 10. Lebrecht di Anhalt-Zeitz-Hoym                 |                                                                  |  |  |       |  |  |                                 |  |  |                                 |  |
|                                                            |                                      | 11. Eberardina Giacoma di Weede                   | 22. Giovanni Giorgio di Weede                                    |  |  |       |  |  |                                 |  |  |                                 |  |
|                                                            |                                      | 11. Eberardina Giacoma di Weede                   | 22. Giovanni Giorgio di Weede                                    |  |  |       |  |  |                                 |  |  |                                 |  |
|                                                            |                                      | 11. Eberardina Giacoma di Weede                   | 23. Agnese Margherita di Raesfeld                                |  |  |       |  |  |                                 |  |  |                                 |  |
| 1. Carlo d'Assia-Philippsthal-Barchfeld                    |                                      | 11. Eberardina Giacoma di Weede                   |                                                                  |  |  |       |  |  |                                 |  |  |                                 |  |
|                                                            | 12. Bernardo I di Sassonia-Meiningen | 24. Ernesto I di Sassonia-Gotha-Altenburg         |                                                                  |  |  |       |  |  |                                 |  |  |                                 |  |
|                                                            | 12. Bernardo I di Sassonia-Meiningen | 24. Ernesto I di Sassonia-Gotha-Altenburg         |                                                                  |  |  |       |  |  |                                 |  |  |                                 |  |
|                                                            | 12. Bernardo I di Sassonia-Meiningen | 25. Elisabetta Sofia di Sassonia-Altenburg        |                                                                  |  |  |       |  |  |                                 |  |  |                                 |  |
| 6. Antonio Ulrico di Sassonia-Meiningen                    | 12. Bernardo I di Sassonia-Meiningen |                                                   |                                                                  |  |  |       |  |  |                                 |  |  |                                 |  |
|                                                            |                                      | 13. Elisabetta Eleonora di Brunswick-Wolfenbüttel | 26. Antonio Ulrico di Brunswick-Wolfenbüttel                     |  |  |       |  |  |                                 |  |  |                                 |  |
|                                                            |                                      | 13. Elisabetta Eleonora di Brunswick-Wolfenbüttel | 26. Antonio Ulrico di Brunswick-Wolfenbüttel                     |  |  |       |  |  |                                 |  |  |                                 |  |
|                                                            |                                      | 13. Elisabetta Eleonora di Brunswick-Wolfenbüttel | 27. Elisabetta Giuliana di Schleswig-Holstein-Sonderburg-Norburg |  |  |       |  |  |                                 |  |  |                                 |  |
| 3. Luisa di Sassonia-Meiningen                             |                                      | 13. Elisabetta Eleonora di Brunswick-Wolfenbüttel |                                                                  |  |  |       |  |  |                                 |  |  |                                 |  |
|                                                            |                                      | 14. Carlo I d'Assia-Philippsthal                  | 28. Filippo d'Assia-Philippsthal                                 |  |  |       |  |  |                                 |  |  |                                 |  |
|                                                            |                                      | 14. Carlo I d'Assia-Philippsthal                  | 28. Filippo d'Assia-Philippsthal                                 |  |  |       |  |  |                                 |  |  |                                 |  |
|                                                            |                                      | 14. Carlo I d'Assia-Philippsthal                  | 29. Caterina Amalia di Solms-Laubach                             |  |  |       |  |  |                                 |  |  |                                 |  |
| 7. Carlotta Amalia d'Assia-Philippsthal                    |                                      | 14. Carlo I d'Assia-Philippsthal                  |                                                                  |  |  |       |  |  |                                 |  |  |                                 |  |
|                                                            |                                      | 15. Carolina Cristina di Sassonia-Eisenach        | 30. Giovanni Guglielmo di Sassonia-Eisenach                      |  |  |       |  |  |                                 |  |  |                                 |  |
|                                                            |                                      | 15. Carolina Cristina di Sassonia-Eisenach        | 30. Giovanni Guglielmo di Sassonia-Eisenach                      |  |  |       |  |  |                                 |  |  |                                 |  |
|                                                            |                                      | 15. Carolina Cristina di Sassonia-Eisenach        | 31. Cristina Giuliana di Baden-Durlach                           |  |  |       |  |  |                                 |  |  |                                 |  |
|                                                            |                                      | 15. Carolina Cristina di Sassonia-Eisenach        |                                                                  |  |  |       |  |  |                                 |  |  |                                 |  |